# Агату
Агату (енгл. Agattu) је острво САД које припада савезној држави Аљасци. Површина острва износи 234 ². Према попису из 2000. на острву је живело 0 становника.